# Djéhoutyhotep (gouverneur)
Djéhoutyhotep, également appelé Paitsy, est un fonctionnaire nubien sous Hatchepsout et Thoutmôsis III. Il est chef de Teh-khet donc un gouverneur dirigeant une région de Basse-Nubie de l'État égyptien. Au Nouvel Empire, les rois égyptiens ont conquis la Basse-Nubie. Pour s'assurer le contrôle de cette nouvelle région, ils nomment des personnes de l'élite locale comme gouverneurs. Teh-khet est une région nubienne qui couvre les environs de Debeira et de Serra. Les gouverneurs locaux y forment une famille, tandis que le gouverneur proprement dit porte le titre de chef de Teh-khet.

## Biographie
Le père de Djéhoutyhotep, Rouiou, est également chef de Teh-khet. Sa mère s'appelle Rounia. Sa femme s'appelle Tenetnoub. Son frère Amenemhat est scribe sous le roi Thoutmôsis Ier, puis chef de Teh-khet à la suite de Djéhoutyhotep dans cette fonction.

## Attestations
Djéhoutyhotep est connu par plusieurs monuments. Le plus important est sa tombe taillée dans la roche, décorée, à Debeira-Est. La chapelle taillée dans la roche se compose de trois chambres ; la première est décorée de peintures. Une deuxième chambre contenait les restes mal conservés de statues. C'est l'une des très rares tombes rupestres décorées du Nouvel Empire en Basse-Nubie.
Djéhoutyhotep est représenté aux côtés de son frère Amenemhat dans la tombe de Senmose à Qubbet el-Hawa. Senmose est le frère de Rouiou, donc l'oncle de Djéhoutyhotep. Djéhoutyhotep apparaît dans une courte inscription rupestre près d'Assouan et sur des objets trouvés à Debeira-Ouest.